# Tutti per Uma
Tutti per Uma è un film fantasy del 2021 diretto da Susy Laude.

## Trama
Tra litigi e insofferenze in famiglia cercano tutti di tirare su l'azienda di famiglia famosa una volta in tutta Italia ed ora indebitata. Ma quando arriva Uma le cose cambiano.

## Distribuzione
Il film è stato distribuito nelle sale cinematografiche italiane a partire dal 02 giugno 2021.